# Козіо-ді-Аррошія
Козіо-ді-Аррошія (італ. Cosio di Arroscia) — муніципалітет в Італії, у регіоні Лігурія,  провінція Імперія.
Козіо-ді-Аррошія розташоване на відстані близько 450 км на північний захід від Рима, 95 км на південний захід від Генуї, 28 км на північний захід від Імперії.
Населення — 223 особи (2014).
Щорічний фестиваль відбувається 29 червня. Покровитель — святий Петро.

## Демографія
Населення за роками:

Станом на 1 січня 2023 року в муніципалітеті офіційно проживало 8 іноземців з 4 країн, серед них 3 громадяни країн Євросоюзу.

## Сусідні муніципалітети
- Брига-Альта
- Мендатіка
- Монтегроссо-П'ян-Латте
- Ормеа
- Порнассіо